# Поглец
Поглец (рум. Pogleț) — село у повіті Бакеу в Румунії. Входить до складу комуни Корбаска.
Село розташоване на відстані 225 км на північ від Бухареста, 31 км на південний схід від Бакеу, 98 км на південь від Ясс, 122 км на північний захід від Галаца, 139 км на північний схід від Брашова.

## Населення
За даними перепису населення 2002 року у селі проживали 68 осіб, усі — румуни. Усі жителі села рідною мовою назвали румунську.